# Marzieh (Iraans zangeres)

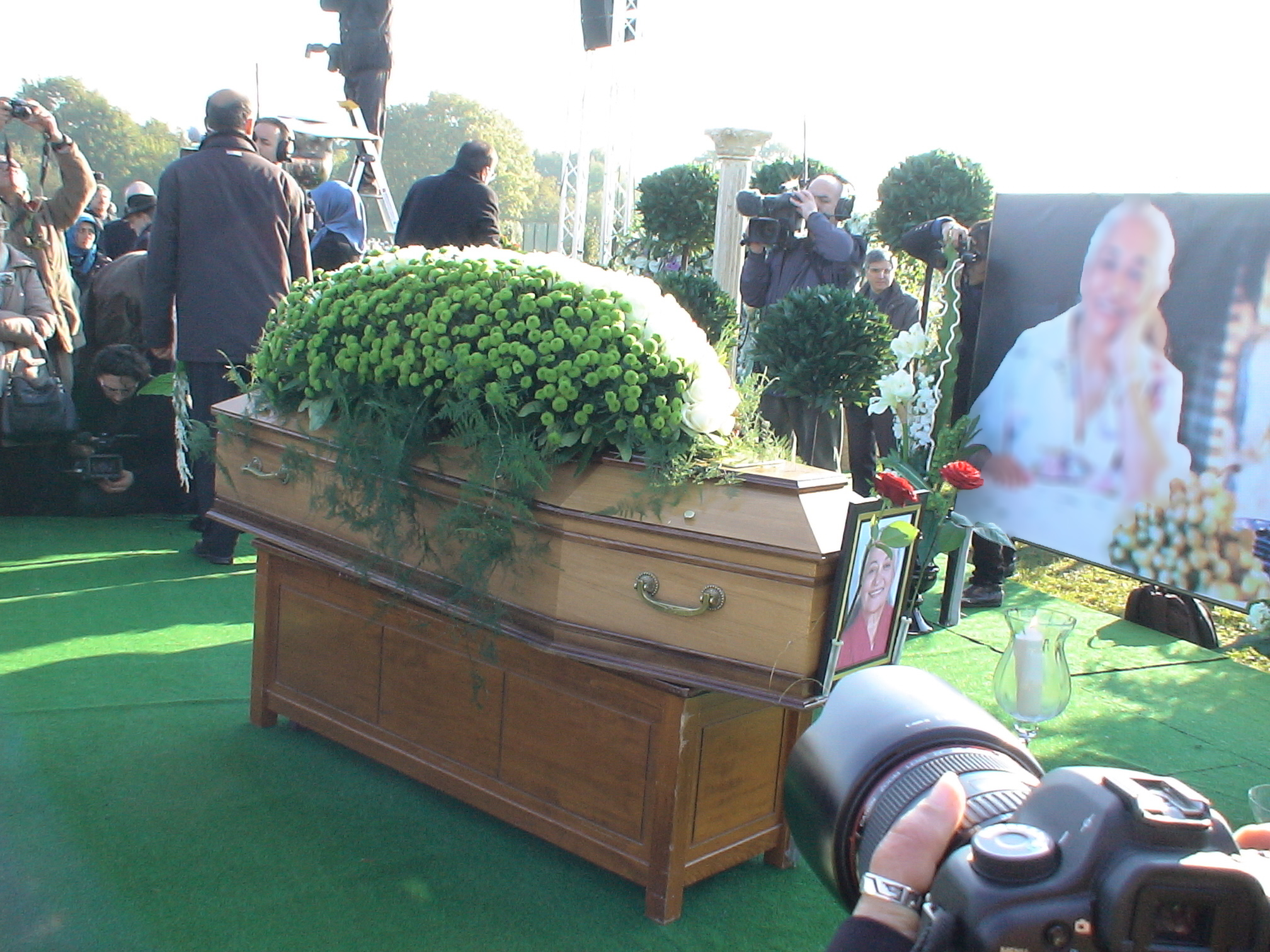
Begrafenis van Marzieh in 2010

Marzieh, ook Marziyeh, (Perzisch: مرضیه, eigenlijk: Ashrafossadat Mortezai) (Teheran, 1924 – Parijs, 13 oktober 2010), was een Perzisch (Iraans) zangeres.
Marzieh begon haar carrière in de jaren veertig bij Radio Teheran. Haar beroemdste liedjes zijn Meykadeh (Taveerne), Bidad-e Zamaan en Mina-ye Shekasteh (Gebroken Glas).
De meeste werken van Marzieh zijn gecomponeerd door Parviz Yahaghi, Ali Tajvidi en Homayoun Khorram.

## Emigratie
Haar activiteiten als zangeres moest ze in 1979 staken als gevolg van het slagen van de Iraanse Revolutie. Volgens de nieuwe heerser, ayatollah Khomeini, mochten stemmen van vrouwen niet worden gehoord door mannen buiten hun eigen familie.
Ze vluchtte in 1994 naar Frankrijk en sloot zich daar aan bij de politieke organisatie Volksmoedjahedien.
Marzieh overleed in 2010 in Parijs op 86-jarige leeftijd en werd begraven in Auvers-sur-Oise.